# Rozvodna Sokolnice
Rozvodna Sokolnice (zkratkou SOK) se nachází na území obcí Sokolnice a Telnice v okrese Brno-venkov v Jihomoravském kraji, cca 10 km jihovýchodně od Brna. Rozvodna má úrovně napětí 400 kV, 220 kV a 110 kV, provozovatelem částí 400 a 220 kV je ČEPS a části 110 kV EG.D.
Zásobuje okolí Brna a jihovýchodní část Jihomoravského kraje. Je nejdůležitějším síťovým uzlem na Moravě, má přeshraniční spojení do Rakouska a Slovenska a velký význam i v evropské síti.

## Historie
Rozvodna byla založena v roce 1952 jako jedna z prvních rozvoden 220 kV na Moravě. V roce 1953 byla postaveno vedení 220 kV ze Sokolnic do Prosenic. V témže roce byly Sokolnice připojeny k rozvodně Opočínek u Pardubic, toto vedení bylo zpočátku provozováno na 110 kV. Rozvodna 220 kV v Sokolnicích byla dokončena v roce 1957.
V roce 1959 byla dokončeno vedení vedoucí do rakouského Bisambergu. Od roku 1959 existuje nepřetržité dvouokruhové připojení 220 kV z rozvodny Bisamberg přes Sokolnice, Prosenice a Lískovec do Polska.
V roce 1966 byla postavena linka 400 kV z rozvodny Hradec.

## Popis

### Napěťové hodnoty
Rozvodna je provozována v napětových hodnotách 400 kV, 220 kV a 110 kV. Napěťovou hladinou 220 kV jsou spojeny rozvodny Prosenice, Opočínek, Tábor, Bisamberg v Rakousku a do roku 2023 také rozvodna Senica na Slovensku. Hladinou 400 kV jsou pak spojeny rozvodny Čebín, Otrokovice, Slavětice a rozvodny Križovany a Stupava na Slovensku.

### Transformátory
Transformace 400/220 kV je zajištěna trojicí jednofázových transformátorů, pro transformaci 400/110 kV slouží jeden třífázový transformátor a pro transformaci 220/110 kV dva transformátory: jeden třífázový a druhý tvořený soustavou tří jednofázových transformátorů. Rozvodna je rovněž vybavena vysílači HDO na hladině 110 kV.

### Vedení
Do rozvodny jsou zaústěna následující vedení:

#### Vedení 400 kV – ZVN – zvláště vysoké napětí
- Jednoduché vedení V423 Čebín – Sokolnice
- Jednoduché vedení V417 Otrokovice – Sokolnice
- Jednoduché vedení V424 Sokolnice – Križovany (SK)
- Dvojité vedení V435/V436 Sokolnice – Slavětice
- Jednoduché vedení V497 Sokolnice – Stupava (SK)

#### Vedení 220 kV – VVN – velmi vysoké napětí
- Dvojité vedení V251/V252 Sokolnice – Prosenice
- Dvojité vedení V243/V244 Sokolnice – Bisamberg (AT)
- Jednoduché vedení V203 Opočínek – Sokolnice
- Jednoduché vedení V207 Tábor – Sokolnice

#### Bývalá vedení 220 kV
- Jednoduché vedení V280 Sokolnice – Senica (v roce 2023 probíhala technická likvidace)

## Doprava
Kolem rozvodny vede železniční trať Brno–Přerov. Ze širé trati, z km 12,896, je vedena do areálu rozvodny vlečka.